# Pteropus seychellensis
Pteropus seychellensis е вид бозайник от семейство Плодоядни прилепи (Pteropodidae).

## Разпространение
Видът е разпространен в Коморски острови, Майот, Сейшели и Танзания.